# Trinidad (Cuba)
Trinidad é uma cidade na província de Sancti Spíritus, em Cuba. Em conjunto com o Vale de los Ingenios, faz parte do Património Mundial da Humanidade da UNESCO desde 1988.
Possui herança arquitetónica colonial dos séculos XVIII e XIX. Destacando-se pelas ruas calcetadas estreitas, edifícios restaurados, igrejas e pátios, tendo uma atmosfera tipicamente colonial.

## História
Foi a terceira vila a ser fundada em Cuba, no dia 23 de Dezembro de 1514, pela Coroa Espanhola por Diego Velázquez de Cuéllar, com o nome de Villa De la Santísima Trinidad.
Existem algumas lendas e mitos com origem nos vários ataques de piratas holandeses e ingleses que devastaram a cidade. Já a indústria açucareira foi mantida pelos escravos africanos que também deixaram a sua marca.

## Principais atracções
- Plaza Mayor
- Museu Municipal de História
- Catedral da Santísima Trinidad